# Gilberto R. Limón
Gilberto Raymundo Limón Márquez (Tapizuelas, Álamos, Sonora; 15 de marzo de 1895-25 de noviembre de 1988), conocido como Gilberto R. Limón, fue un militar y político mexicano que se desempeñó como secretario de la Defensa Nacional entre 1946 y 1952.

## Biografía
Gilberto R. Limón se incorporó en 1913 al Ejército Constitucionalista al mando de Álvaro Obregón en Sonora para combatir a Victoriano Huerta, asistió a la Batalla de Celaya contra los villistas y en 1916 pasó a combatirlos en Chihuahua.
En 1920 fue uno de los firmantes del Plan de Agua Prieta, posteriormente comandó uno de los cuerpos de Guardias Presidenciales, Director de Establecimientos Fabriles Militares y Director del Colegio Militar; así mismo ocupó el mando de diversas zonas y regiones militares en el país.
El presidente Miguel Alemán Valdés lo nombró Secretario de la Defensa Nacional en 1946, al terminar el cargo en 1952 pasó a retiro.